# Vojtěch Ferdinand Voračický z Paběnic
Vojtěch Ferdinand Voračický z Paběnic (německy Adalbert Ferdinand Woracziczky von Babienitz, * 12. března 1681) byl český šlechtic z rodu Voračických z Paběnic, od roku 1704 s titulem hraběte.
 

## Život
Narodil se 12. března 1681 jako syn Jana Lipolta Voračického z Paběnic a jeho třetí manželky Terezie Antonie, rozené z Kaiserštejna. Měl dva vlastní bratry Františka Helfrýda a Leopolda Karla a nevlastního Antonína z otcova druhého manželství. 
Studoval na pražské univerzitě, kde získal titul magistra filosofie. 
Později vstoupil do císařské armády, kde se z hodnost hejtmana postupně vypracoval přes majora u dělostřeleckého pluku Guido ze Starhembergu na podplukovníka v boji.
Byl ženatý s Filipínou svobodnou paní z Prankhu, která zemřela 8. listopadu 1708.
Se svými bratry Františkem Helfrýdem a Leopoldem Karlem († 1705) byl za zásluhy v boji proti Francouzům císařským diplomem 21. srpna 1704 povýšen do českého hraběcího stavu.